# Man, Coasta de Fildeș
Man este un oraș din Coasta de Fildeș. Este reședința regiunii Dix-Huit Montagnes, situată la poalele munților Toura, La Dent du Man și Tonkoui. În Man există o fabrică UNICAFÉ, firmă ce se ocupă cu prelucrearea cafelei. Orașul este deservit de un aeroport.